# Evangelische Kirche Braunau

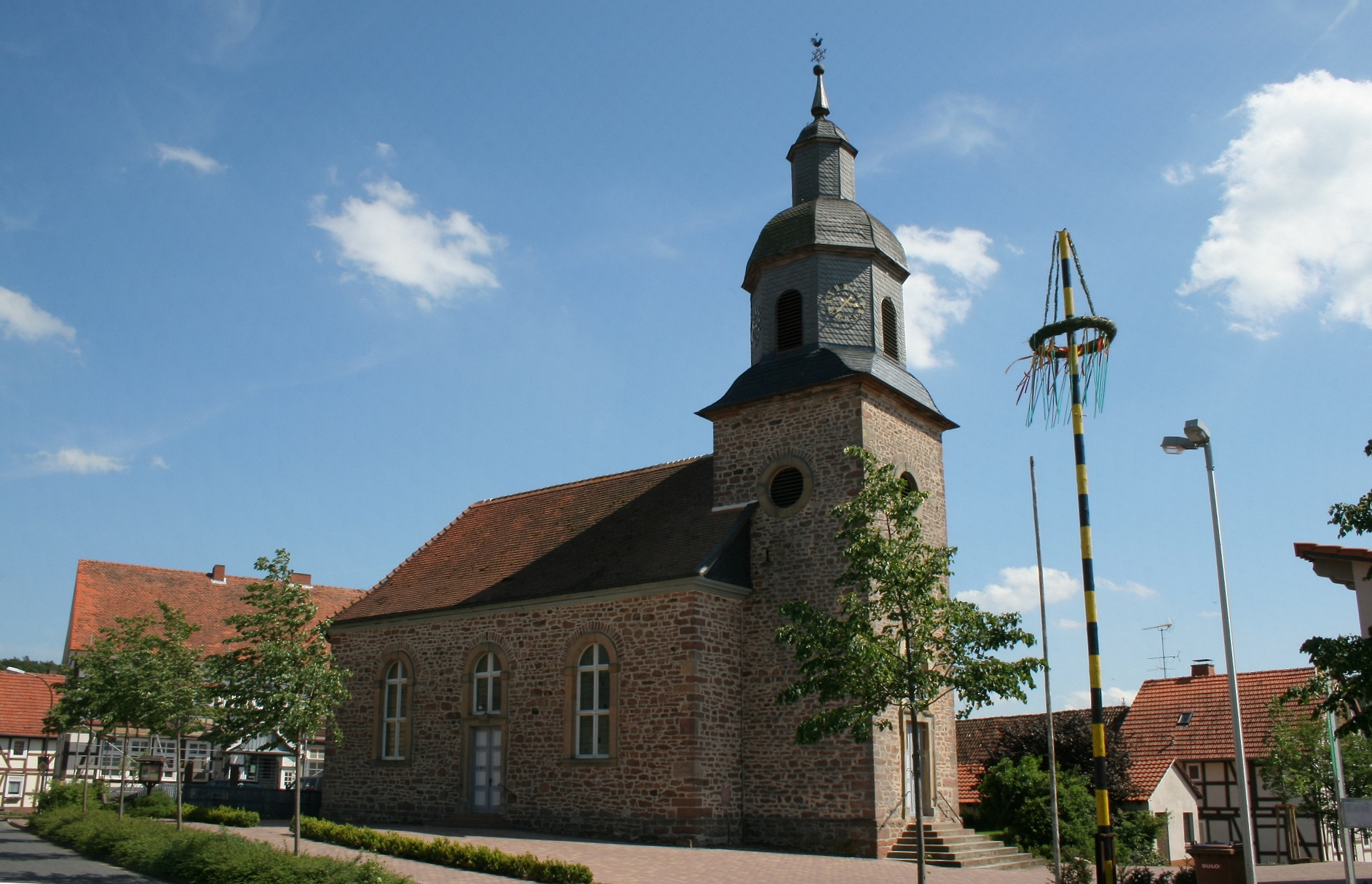
Evangelische Kirche

Die evangelische Kirche ist ein denkmalgeschütztes Kirchengebäude in Braunau, einem Stadtteil von Bad Wildungen im Landkreis Waldeck-Frankenberg (Hessen). Sie gehört zur Kirchengemeinde Wildunger Walddörfer im Kirchenkreis Eder im Sprengel Marburg der Evangelischen Kirche von Kurhessen-Waldeck.

## Geschichte und Architektur
Der Saalbau mit dreiseitigem Schluss wurde 1728 unter der Leitung von Lulius Ludwig Rothweil errichtet. Der Westturm ist mit einer Haube sowie einer Laterne bekrönt.

## Ausstattung
- In der Mitte des Flügelaltares ist eine vielfigurige, geschnitzte Kreuzigung angebracht, auf den Flügeln sind biblische Szenen zu sehen. Der Altar wurde 1523 in der Meisterdorfer Franziskanerwerkstatt hergestellt. Ursprünglich stand er in Odershausen.
- Die Kanzel stammt aus der zweiten Hälfte des 17. Jahrhunderts
- Der Taufstein ist von 1678[1]
- Die Orgel wurde 1756 von dem Orgelbauer Johann Philipp Schellhase erbaut, und zuletzt von dem Orgelbauer Noeske (Rotenburg) im Jahre 2009 restauriert. Das Instrument hat 9 Register, davon 7 Manualregister (C–c3: Principal 8′, Gedackt 8′, Gambe 8′, Principal 4′, Fugare 4′, Octave 2′, Cornet III) und Pedal (C–c1: Subbass 16′, Octavbass 8′). Die Trakturen sind mechanisch.[2]